# شین موریکاوا
شین موریکاوا (به ژاپنی: 森川信)؛ زادهٔ ۱۴ فوریهٔ ۱۹۱۲ - (درگذشته ۱۷ اکتبر ۱۹۷۲) هنرپیشه، کمدین اهل ژاپن است. او در فیلم اوتوکو وا تسورای یو یا تورا-سان از قسمت اول تا قسمت هشتم به نام ندای عشق تورا-سان در نقش عموی تورا-سان با نام «تاتسوزو کوروما» ظاهر شد. بعد از قسمت هشتم در سن ۶۰ سالگی درگذشت.